# Obras cumbres (álbum de Los Jaivas)
Obras cumbres es un álbum recopiltario de las canciones más representativas de la carrera de la banda chilena Los Jaivas. El set de dos CD fue puesto a la venta en febrero de 2002 por Sony Music en conjunto con todas las casas discográficas que habían editado discos del grupo durante toda su carrera.

## Contenido
Como recopilatorio, el disco contiene música de todas las etapas musicales de la banda registradas en disco, desde las improvisaciones libres de El volantín, pasando por el rock progresivo de Obras de Violeta Parra, las traducciones poéticas de Alturas de Machu Picchu, hasta llegar a las aventuras sinfónicas de Mamalluca y la sencillez pop de Arrebol, abarcando estilos tan variados como el rock, el folclore latinoamericano, el rock progresivo, el new wave y la cueca. 
El set, diseñado para los melómanos no habituados a la música de Los Jaivas, incluye dos temas de cada disco del grupo, variando ocasionalmente esta regla para asegurar la continuidad estilística del disco. Lanzado en una edición especial de lujo, el disco incluye una breve introducción escrita por el locutor chileno Pirincho Cárcamo, que, en su final, señala, "A más de 30 años de exitosa carrera, la industria discográfica nacional se une para crear este compilado, que reúne una breve muestra de su trayectoria".

## Lista de temas
- Todas las canciones escritas y compuestas por Los Jaivas excepto donde se indique.

| CD 1 |                                                              |                          |                                             |          |  |
| N.º  | Título                                                       | Escritor(es)             | Álbum original                              | Duración |  |
| 1.   | «Foto de primera comunión»                                   |                          | El Volantín                                 | 6:34     |  |
| 2.   | «Todos juntos»                                               |                          | La Ventana                                  | 5:46     |  |
| 3.   | «Mira niñita»                                                |                          | La Ventana                                  | 6:52     |  |
| 4.   | «La quebrá del ají»                                          |                          | La Ventana                                  | 4:39     |  |
| 5.   | «Tema de los títulos»                                        |                          | Palomita Blanca                             | 3:54     |  |
| 6.   | «Dónde estabas tú»                                           |                          | Palomita Blanca                             | 2:45     |  |
| 7.   | «La centinela»                                               | Manduka, Los Jaivas      | Los sueños de América                       | 4:18     |  |
| 8.   | «Ta bom ta que ta»                                           | Manduka, Los Jaivas      | Los sueños de América                       | 5:34     |  |
| 9.   | «Pregón para iluminarse»                                     |                          | El Indio                                    | 5:16     |  |
| 10.  | «La conquistada»                                             |                          | El Indio                                    | 7:06     |  |
| 11.  | «La vida mágica, ¡Ay Sí!» (Versión en vivo en Londres, 1979) |                          | En el Bar-Restaurant 'Lo Que Nunca Se Supo' | 3:26     |  |
| 12.  | «Canción del sur»                                            |                          | Canción del Sur                             | 7:39     |  |
| 13.  | «Frescura antigua»                                           |                          | Canción del Sur                             | 3:12     |  |
| 14.  | «Antigua América»                                            | Pablo Neruda, Los Jaivas | Alturas de Machu Picchu                     | 5:37     |  |

| CD 2 |                                |                           |                          |          |  |
| N.º  | Título                         | Escritor(es)              | Álbum original           | Duración |  |
| 1.   | «Sube a nacer conmigo hermano» | Pablo Neruda, Los Jaivas  | Alturas de Machu Picchu  | 4:48     |  |
| 2.   | «Aconcagua»                    | Pablo Neruda, Los Jaivas  | Aconcagua                | 3:37     |  |
| 3.   | «Mambo de Machaguay»           | Luis Pizarro Cerón        | Aconcagua                | 4:54     |  |
| 4.   | «Violeta Ausente»              | Violeta Parra             | Obras de Violeta Parra   | 5:07     |  |
| 5.   | «Run Run se fue pa'l norte»    | Violeta Parra             | Obras de Violeta Parra   | 5:11     |  |
| 6.   | «Si tú no estás»               |                           | Si Tú No Estás           | 3:46     |  |
| 7.   | «Pájaro errante»               |                           | Si Tú No Estás           | 4:15     |  |
| 8.   | «Hijos de la tierra»           | Eduardo Parra, Los Jaivas | Hijos de la Tierra       | 4:56     |  |
| 9.   | «En el tren a Paysandú»        | Eduardo Parra, Los Jaivas | Hijos de la Tierra       | 4:29     |  |
| 10.  | «Litoraleña»                   | Eduardo Parra, Los Jaivas | Hijos de la Tierra       | 7:42     |  |
| 11.  | «Mamalluca» (Versión single)   | Eduardo Parra, Los Jaivas | Mamalluca                | 3:33     |  |
| 12.  | «El Tambo»                     | Eduardo Parra, Los Jaivas | Mamalluca                | 4:51     |  |
| 13.  | «Arrebol»                      |                           | Arrebol                  | 6:47     |  |
| 14.  | «Todos americanos»             |                           | Arrebol                  | 4:54     |  |
| 15.  | «Un mar de gente»              |                           | Trilogía: El Reencuentro | 3:53     |  |

## Músicos

### Los Jaivas
Los Jaivas son: Gato Alquinta, Mario Mutis, Gabriel Parra, Claudio Parra y Eduardo Parra, excepto:
- en "Pregón Para Iluminarse" y "La Conquistada": Gato Alquinta, Julio Anderson, Gabriel Parra, Claudio Parra, Eduardo Parra, Alberto Ledo;
- en "Canción del Sur", "La Vida Mágica ¡Ay Sí!" y "Frescura Antigua": Gato Alquinta, Gabriel Parra, Claudio Parra, Eduardo Parra, Pájaro Canzani, Alberto Ledo;
- en "Si Tú No Estás" y "Pájaro Errante": Gato Alquinta, Mario Mutis, Claudio Parra, Eduardo Parra, Marcelo Muñoz;
- en "Hijos de la Tierra", "En el Tren a Paysandú", "Litoraleña" y "Todos Americanos": Gato Alquinta, Claudio Parra, Eduardo Parra, Fernando Flores, Juanita Parra;
- en "Mamalluca", "El Tambo" y "Arrebol": Gato Alquinta, Mario Mutis, Claudio Parra, Eduardo Parra, Juanita Parra;
- en "Un Mar De Gente": Gato Alquinta, Mario Mutis, Claudio Parra, Eduardo Parra, Juanita Parra, Pájaro Canzani.

### Invitados
- Monjes de una abadía del Viejo Mundo: Campanas en "Foto de Primera Comunión"
- Patricio Castillo: Charango en "Todos Juntos" y "Mira Niñita", Guitarra acústica en "Mira Niñita", Guitarrón en "La Quebrá del Ají", Segunda quena en "Mambo de Machaguay".
- Manduka: Voz, Guitarra acústica, Tumbadoras, Hidrófono, Palmas, Lorito y Caxexé en "Ta Bom Ta Que Tá" y "La Centinela".
- Arpista guaraní del que no se tiene mayor información: Arpa en "Pregón Para Iluminarse".
- Luis "D'Artagnan" Sarmiento: Coros en "La Vida Mágica ¡Ay Sí!"
- Aurora Alquinta y Queta Ribero: Coros en "Hijos de la Tierra".
- Coro sinfónico de la Universidad de Chile dirigido por Hugo Villarroel, Coro Mamalluca dirigido por Fabricio De Negri y Orquesta Sinfónica Nacional dirigida por Pedro Siena: Orquestación y coros en "Mamalluca" y "El Tambo".
- Coro multitudinario: Coros en "Todos Americanos" y "Un Mar de Gente".
- Matías Lara: Tumbadoras y Conga en "Un Mar de Gente".
- Claudio Ortúzar: Bongó en "Un Mar de Gente".
- Claudio Araya: Charango y Maracas en "Un Mar de Gente".

## Personal
- Ingeniero de masterización: Joaquín García (Estudios Clio, Santiago, Chile, enero de 2002)
- Diseño artístico: Rina Pellizzari
- Producción gráfica: Claudia Botano
- Fotografía: Mario Vivaldi y Archivo Los Jaivas
- Diseño de portada y Logotipo 30 años de discografía: René Olivares